# Шукер, Иван
Иван Шукер (хорв. Ivan Šuker; 12 ноября 1957, Ливно — 5 сентября 2023, Загреб) — хорватский экономист и политик.

## Биография
Родился на территории Боснии и Герцеговины. В 1983 году он окончил экономический факультет Загребского университета. Работал в городской администрации города Велика-Горица главным бухгалтером, а затем главным финансовым директором. В 1990-е годы возглавлял местную налоговую администрацию.
Относится к Хорватскому демократическому содружеству, среди прочего, был его вице-председателем. Он был членом исполнительной власти в администрации местного самоуправления. В 2000 году впервые избран в парламент, переизбирался на следующих парламентских выборах в 2003, 2007 и 2011.
23 декабря 2003 был назначен министром финансов в первом правительстве Иво Санадера, переназначен 12 января 2008, 6 июля 2009 оставался министром во вновь избранном правительстве во главе с Ядранкой Косор, дополнительно став заместителем премьер-министра. Вернулся к работе в парламент 29 декабря 2010.
Он также занимал пост президента Федерации баскетбола Хорватии. Был женат, имел сына и дочь. Являлся двоюродным братом футболиста Давора Шукера.
Скончался 5 сентября 2023 года на 66-м году жизни.